# Lydia Obute
Lydia Obute (* 1993 in Baden, Niederösterreich) ist ein österreichisches Model nigerianischer Herkunft. Sie gewann die dritte Staffel 2011 bei Austria’s Next Topmodel.

## Leben
Nach ihrem Sieg bei Austria’s Next Topmodel besetzte sie in Echte Wiener 2 eine Nebenrolle als Jamila Shermake. In der Spezialausgabe Letzte Chance für Deutschland von Wir sind Kaiser wirkte sie als Teilnehmerin der „Audienz“ von Robert Palfrader mit. 2011 absolvierte sie erfolgreich ihre Matura. Im Rahmen der Orbit Smile Awards war sie neben Günther Lainer und Patricia Kaiser Teil der Jury, die Ines Gselmann den Preis „Schönstes Lächeln Österreich“ verlieh. Obute spielte in Unter Umständen verliebt eine Nebenrolle.